# L'Espagne au secours de la religion
L'Espagne au secours de la religion (ou L'Espagne accourant au secours de la religion, ou encore La Religion sauvée par l'Espagne) est une peinture à l'huile sur toile produite entre 1572 et 1575 par Titien, un maître italien de l'école vénitienne, commémorant la bataille de Lépante en 1571. Il s'agit d'une des dernières œuvres du peintre et l'une des plus remarquables,,,.
Le tableau fut envoyé au roi Philippe II d'Espagne en 1576. Il a ensuite été installé dans la collection royale espagnole et figure au musée du Prado depuis le XIXe siècle.

## Composition
L'Espagne au secours de la religion est une allégorie mélangée à de la propagande politique, dépeignant l'Espagne comme une femme dans un paysage dramatique, tenant un bouclier de la main droite et une lance avec le drapeau de la Victoire de la main gauche. De plus, ses mains gauche et droite affichent clairement de deux de leurs doigts le geste symbolique en V de la « Victoire ». Le bouclier porte les armoiries de Philippe II, roi d'Espagne de 1556 à 1598.
Derrière elle, une femme levant une épée, représente la Justice. La menace turque est présentée sous les traits d'un homme, en mer, peut-être Poséidon, portant un turban dans un char tiré par deux chevaux marins. La religion chrétienne est représentée par une femme, à droite, faiblissant sur ses genoux, recouverte partiellement d'une draperie bleue, qui serait menacée non seulement par les Turcs mais aussi par le protestantisme, représentée par des serpents. À l'extrême gauche derrière la Justice se montre partiellement le chef d'un homme, peut-être le demi-frère de Philippe, Juan d'Autriche, commandant de la flotte chrétienne lors de la bataille de Lépante.

## Contexte historique
Lors de la bataille de Lépante, les troupes de la Sainte Ligue remportèrent la victoire face à la marine ottomane de Sélim II (1524-1574). La Sainte Ligue était une alliance de l'Espagne, de Venise et des États pontificaux. La bataille permit à ces pays de stopper l'expansion de l'Empire ottoman en Europe,.

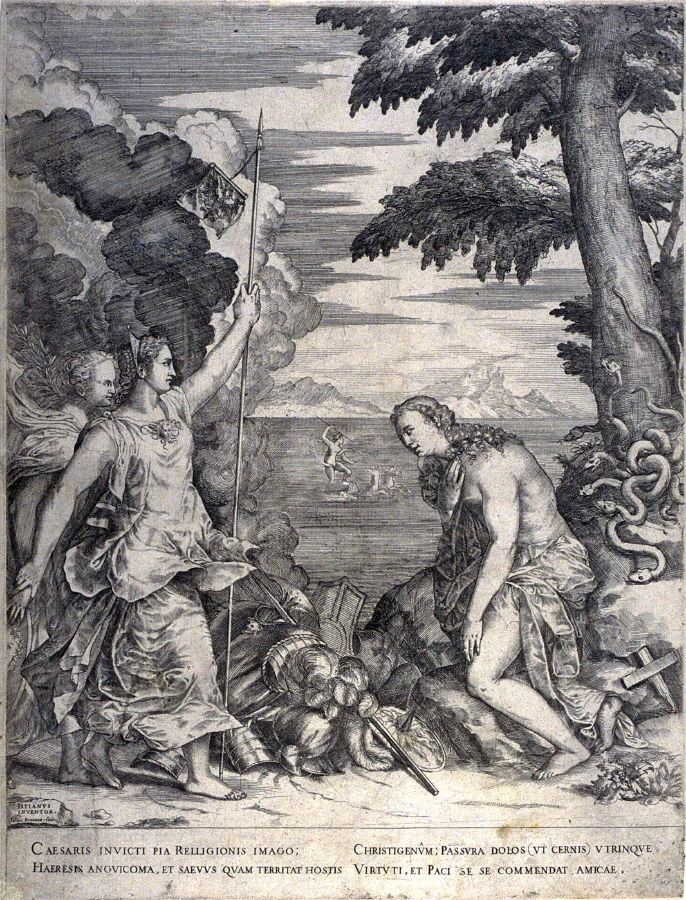
Giulio Fontana, d'après Titien : la Religion sauvée par l'Empire.

La composition fait écho à une autre peinture commencée par Titien pour Alfonso d'Este, duc de Ferrare (1486-1534), et laissée inachevée à la mort du duc. Elle a été vue dans l'atelier de Titien en 1568 par Giorgio Vasari, mais était encore incomplètement terminée. Elle représentait un nu masculin s'inclinant devant Minerve et une autre femme avec une branche de laurier représentant la Paix, avec Amphitrite dans un char en mer. Elle a été modifiée et envoyée à l'empereur romain germanique Maximilien II avant novembre 1568, pour montrer une figure représentant le Saint-Empire romain germanique défendant la Religion représentée par une allégorie. Elle a été gravée par Giulio Fontana (es)  c.1568, mais la peinture à l'huile d'origine est maintenant perdue.